# Detector de material orgánico
Un detector de material orgánico es un dispositivo de análisis químico capaz de detectar y cuantificar la presencia de compuestos orgánicos en una muestra, en proporciones que pueden ser muy variables, a partir de algunas partes por billón. Dado que la muestra puede estar en estado sólido, líquido o gaseoso, la variedad de métodos y técnicas es grande.

## Detección de Carbono orgánico total (COT)

Detector de conductividad térmica para medición de CO_{2} en el gas de la muestra, lo que permite medir la cantidad de Carbono orgánico total

La detección de Carbono orgánico total es la base de la detección de materia orgánica pues todos los compuestos orgánicos contienen carbono.  
La medida del Carbono orgánico total (COT) se realiza por diferencia entre el carbono total (CT) y el Carbono inorgánico total (CIT)
```
COT= CT  - CIT 
```

- La medida del carbono total para muestras sólidas (suelos, fangos, sedimentos) y líquidas se realiza mediante combustión catalítica a alta temperatura (con platino) en un horno a 600-1100 °C para convertir el carbono de la muestra en CO2 que posteriormente se mide con un sensor de infrarrojo no dispersivo (NDIR) o con un detector de conductividad térmica (catarómetro), que pueden ser directa o de membrana.[1] Equipos como los SKALAR PrimacsATC permiten analizar muestras con concentraciones en carbono desde niveles de ppb a niveles de porcentaje de carbono próximos al 10%.

- El Carbono Inorgánico (CIT) se determina acidificando la muestra para convertir el carbono inorgánico presente (carbonatos, hidrogenocarbonatos) en CO2, que se mide de igual manera por alguno de los dos métodos anteriores.

## Algunos ejemplos específicos
- Si la materia orgánica está disuelta, como en muestras de agua potable, se emplean analizadores de carbono orgánico total como el Shimadzu TOC-5050, basado en la combustión y análisis de gases por detector de Infrarrojo No Dispersivo (NDIR).[2]

- Para la detección de materia orgánica. en el suelo, cuando no se requiere una gran precisión, se pueden emplear experimentos de química en microescala.[3]

## Detectores y técnicas especiales

### Detector de fotoionización
Cuando la muestra a analizar está en estado gaseoso, se puede emplear un detector de fotoionización capaces de detectar sustancias volátiles, mediante el uso de fotones de alta energía (luz ultravioleta). Al ser ionizadas, se genera una corriente eléctrica que depende de los iones formados. esta técnica es muy sensible para sustancias en el rango de unas partes por billón a algunas partes por millón. 

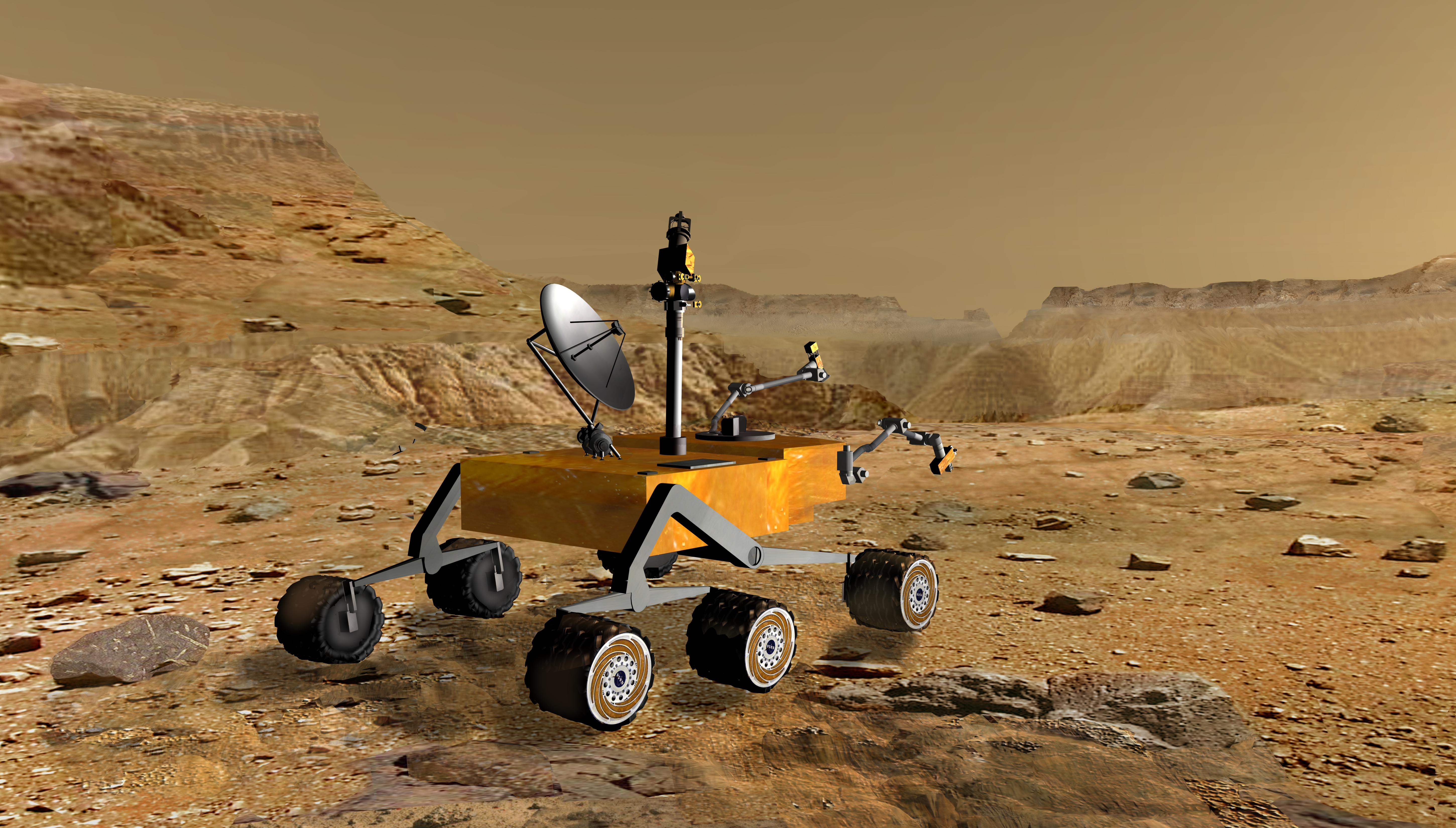
Mars Science Laboratory, buscando material orgánico en la superficie marciana.

Pueden acoplarse a la salida de un dispositivo de cromatografía de gases.
El Mars Science Laboratory, como sus precursores, los vehículos exploradores de la superficie de Marte Spirit y Opportunity, utiliza un haz láser para volatilizar las muestras de roca sobre las que incide y detectar su composición mediante análisis espectroscópico, que podría contener restos orgánicos si alguna vez hubo vida en Marte, o esta se encuentra en proceso de formación. También dispone de un detector de neutrones basado en Hidrógeno para detección de agua.

### Dispersión de neutrones
Las técnicas nucleares ofrecen una posibilidad no destructiva de detección de materiales orgánicos mediante la dispersión de neutrones. Esta técnica permite medir las densidades de los elementos orgánicos presentes en algunos materiales, independientemente de su estructura, ver [2]. Debido a la naturaleza orgánica de los explosivos y otros materiales ilícitos, se han desarrollado nuevas técnicas de detección, que han sido avaladas por la Agencia Internacional de Energía Atómica (IAEA) y por los países interesados en el proceso de desminado para retirar las minas terrestres enterradas, al finalizar un conflicto bélico.

### Equipos de rayos X con escáner
Algunos organismos emplean equipos de detección de material orgánico compuestos por un equipo de rayos X combinado con un escáner.

### Teledetección

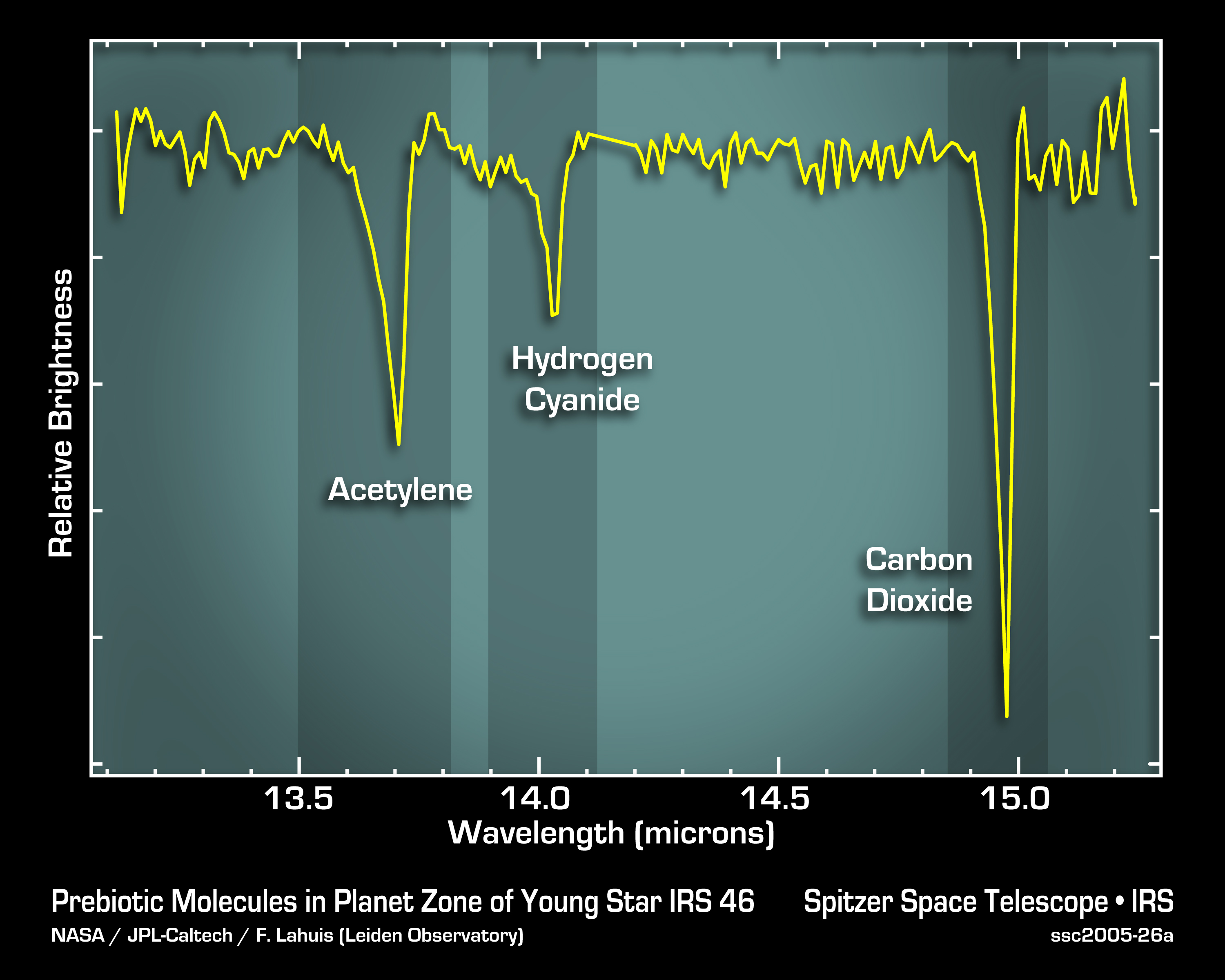
Espectro de la luz procedente del disco de polvo próximo a la estrella IRS 46, realizado con el espectrógrafo del telescopio espacial Spitzer de la NASA, mostrando presencia de moléculas orgánicas prebióticas

A veces no tenemos acceso directo a la muestra, como cuando ésta se encuentra en otro astro. En ese caso se puede emplear un espectrómetro de mapeo visual e infrarrojo (en inglés, Visual and Infrared Mapping Spectrometer, VIMS) como el que equipa la misión Cassini-Huygens de la NASA que observó las atmósferas y superficies de las lunas de Saturno,  Titán o Encelado. Permite detectar dióxido de carbono sólido y compuestos orgánicos sencillos.
Igualmente, la luz procedente de lejanas estrellas puede ser analizada para detectar ciertas longitudes de onda presentes en el espectro de emisión, (o ausentes en el espectro de absorción) que servirían para comprobar la existencia de ciertas moléculas o iones en las regiones de donde procede dicha luz, o por donde ha pasado.